# Архив Львовского университета
Архив Львовского университета (укр. Архів Львівського університету) — подразделение Львовского национального университета имени Ивана Франко, предназначенное для временного хранения документов личного характера и отдельных материалов, подлежащих постоянному хранению. Архив основан решением академического сената № 873 от 4 сентября 1894 года. Современные хронологические рамки хранящихся в нём документов охватывают период с конца XIX по начало XXI века. Архив расположен в городе Львов, по адресу: улица Дорошенко, 41.

## История формирования и эволюции архива
Архив университета был основан в 1661 году при Иезуитском университете, сформированном на базе Львовской коллегии иезуитов. После разделения Польской провинции ордена иезуитов на две части в 1756 году был образован архив Малопольской провинции ордена. В него на хранение отдавались документы Львовской коллегии. Ценные документы ордена хранились в трёх экземплярах, один из них отправлялся в Римский архив ордена. Ликвидация ордена иезуитов в 1773 году стала причиной рассредоточения и частичного уничтожения документов. Отдельные собрания Львовской коллегии и университета ныне хранятся в архивах и библиотеках Польши, Австрии, Украины, в том числе и в Центральном государственном историческом архиве Украины во Львове, а также в частных коллекциях. Современный архив Малопольской провинции ордена иезуитов в Кракове содержит собрания документов XIX-XX веков.
Второе архивное учреждение возникло в период восстановления в 1784 году Иосифинского университета, который впоследствии был преобразован в лицей и университет имени Франца I. Фонды архива пострадали во время пожара в университете в период Весны народов в 1848 году, ныне часть его документов хранится в Государственном архиве Львовской области.
Третье архивное учреждение было сформировано 4 сентября 1849 года. В 1944 году его документы были переданы в Государственный архив Львовской области и Центральный государственный исторический архив во Львове.
Современный архив возник в результате утверждения советской власти во Львове в 1939 году. В ходе этого процесса была уничтожена существовавшая тогда традиция ведения архивного дела и убран статус архива как научного учреждения при университете. Ныне архив является подразделением Львовского университета. Среди прочего работники архива берут интервью у известных деятелей Львовского университета. Архив Львовского университета первым среди архивных учреждений Украины подключился к системе государственных услуг iGov в 2016 году.